# Cable y Diario
Cable y Diario, estilizado como CYD Litoral, es un canal de televisión por cable argentino que transmite desde la ciudad de Santa Fe. El canal se llega a ver en el Gran Santa Fe y zonas aledañas. Es operado por el diario El Litoral.

## Historia
En diciembre de 1997, Cable & Diario nació como una fuerte apuesta periodística del prestigioso diario El Litoral de Santa Fe, en el marco de un proyecto multimedia que también engloba al diario El Litoral de Santa Fe y el portal ellitoral.com
A través del canal 14 de Multicanal y de Cablevisión en Santa Fe, Cable & Diario emite más de 12 horas diarias de televisión local. Más de 30 programas que reflejan las noticias, los deportes y los hechos culturales de Santa Fe y su región.
Cable & Diario es uno de los canales más reconocidos del interior del país:
C&D logró la distinción más importante que se entrega a la televisión por cable. El Premio Institucional ATVC 2004 a la trayectoria, una distinción que destaca la defensa de la libertad de expresión, los aportes a la identidad regional y la promoción de los valores humanos.

## Premios
Cable & Diario también logró estas distinciones: 21 premios, 11 menciones especiales y 46 nominaciones de la Asociación Argentina de televisión por Cable (ATVC) 2 premios Martín Fierro del Interior y 5 nominaciones (APTRA) Por cuatro años consecutivos recibió el Premio Brigadier al prestigio y a la popularidad en el rubro canal de cable.